# Rough Justice
"Rough Justice" er en sang fra rock ‘n’ roll bandet The Rolling Stones, som blev udgivet på deres 2005 album A Bigger Bang.
Skrevet af Mick Jagger og Keith Richards var "Rough Justice" et af de utallige sammenarbejder mellem sangeren og guitaristen. Om sangskrivningen sagde Richards i 2005:”  Den kom til mig mens jeg sov. Næsten ligesom ”Satisfaction”. Jeg vågnede op og sagde: ”Hvor er min guitar?” Nogle gange drømmer man om et riff, du ved? Jeg blev nødt til at slå op, og det er virkeligt svært at få mig op. Når jeg lægger mig, lægger jeg mig, du ved. Men, jeg mener, det er kun en sang der kan få mig op, og begynde at rende rundt i værelset:” Hvor er min guitar, hvor lagde jeg min guitar, før jeg glemmer den.” Ofte kan jeg ikke huske drømmene, kun hvis de er musikalske.”
Som et ligefrem rock nummer fortæller Rough Justice historien om en affære mellem sangeren og en kvinde:
| Citat | One time you were my baby chicken, Now you've grown into a fox; Once upon a time I was your little rooster, But am I just one of your cocks | Citat |
|       | |       |

| Citat | It's rough justice on ya, We never thought it risky; It's rough justice, But you know I'll never break your heart; You're feeling loose and lusty, So if you really want me, Yeah, it's rough justice; And you know I'll never break your heart | Citat |
|       | |       |

Indspilningerne begyndte i Frankrig i juni 2005. Med Jagger som forsanger, og sammen med Richards på elektriske guitarer (Richards spillede riffet). Ron Wood spillede nummerets slide guitar, inklusive starten og soloen. Darryl Jones spillede bas, mens Charlie Watts spillede trommer. Chuck Leavell spillede klaveret .
Rough Justice blev udgivet sammen med “Streets of Love”, den 22. august 2005. Singlen kom på en plads 15. på UK Singles Chart. I USA blev sangen et nummer 25. på Mainstream Rock Tracks
Sangen var en af de tre sange der blev spillet under halvlegen til Super Bowl XL.

### Fodnote
1. ↑  Rough Justice Song Lyrics